# Stevie Riks
Stevie Riks (geboren am 3. September 1967 in Ellesmere Port, Cheshire, England) ist ein Comedian, Imitator, Comedy-Autor, Synchronsprecher und Musiker.

## Karriere
Stevie Riks begann seine Karriere als Solokünstler mit lokalen Auftritten. Seitdem hat er sich eine große Fangemeinde im Internet aufgebaut, die mehr als 50 Millionen Aufrufe und 100.000 Abonnenten auf YouTube und über 128.000 Facebook-Follower hat.
Riks war Frontmann verschiedener Bands, bevor er nach seinem Auftritt bei Central Television’s New Faces im Jahr 1988, wo er die höchste Punktzahl gewann, die je in der Show erreicht wurde, solo auftrat.
Es folgten weitere Fernsehauftritte, und 1995, während der Dreharbeiten zu Who Do You Do für Sky TV, wurde Riks vom Manager der 1960er-Jahre-Band The Rockin’ Berries angesprochen, die ihn als Frontmann anheuerte. Danach tourte er fünf Jahre lang in Europa, Hongkong und im Nahen Osten.
Riks kehrte zu seiner Solokarriere zurück und startete im Jahr 2000 seine selbst geschriebene Ein-Mann-Show The Stevie Riks Show. In den folgenden Jahren tourte er durch Clubs und Theater. Im Laufe seiner Karriere trat er in einigen der renommiertesten Veranstaltungsorte des Vereinigten Königreichs auf – darunter die Wembley Arena, das Londoner Grosvenor House Hotel, das Café Royal und das Savoy – und trat in der Ken Dodd Laughter Show und Ricky Tomlinson’s Variety Show auf.
2008 wurde Riks in der BBC-Fernsehsendung Inside Out vorgestellt und interviewt, da er der meistgesehene Komiker auf YouTube in Großbritannien geworden war.
Ebenfalls 2008 arbeitete Riks mit Bob Mortimer von Pett Productions zusammen und schrieb und trat in der ITV-Sendung The All Star Impressions Show auf. Er porträtierte Paul McCartney, Paul O’Grady, Noel Gallagher, Russell Brand und Tom Jones für ITV.
Stevie Riks arbeitet weiterhin als Synchronsprecher und hat Prominente und Charaktere für Kunden wie Virgin Radio, Opera Telecom, Alton Towers (Charakterstimmen), Flamingo Land Resort sowie Radiosprecher und internationale Radiowerbung gesprochen.

### Karrieredetails und Höhepunkte
Riks trat von 2009 bis 2012 das Liverpool Beatles Mathew Street Festival auf, wo er als John, Paul, George und Ringo auftrat und moderierte. Er bezeichnet sich selbst als The One-Man Beatles, da er in seinen Video-Imitationen die Beatles sowohl gemeinsam als auch einzeln verkörperte.
Im Jahr 2011 wurde Riks vom Liverpool Echo über sein Elternhaus in Ellesmere Port interviewt.
Im Mai 2016 wurde Riks’ Gesang bei seiner Interpretation von David Bowies My Way – Bowies Versuch, den Song für Frank Sinatra zu schreiben und ihn auf Life on Mars? neu zu interpretieren – in Zeitungen und Fachmagazinen wie Rolling Stone, NME und Billboard veröffentlicht. Die Verwirrung in der Musikwelt begann damit, dass Riks’ Gesang in einem YouTube-Video von einer unbekannten Quelle durch Bilder von Bowie ersetzt wurde, die als Bowies „neu entdeckte, unveröffentlichte Musik“ bezeichnet wurden und anschließend von den Medien zurückgezogen werden mussten.